# Red Road
Red Road es un thriller psicológico de 2006 dirigido por Andrea Arnold y protagonizado por Kate Dickie, Tony Curran, Martin Compston y Natalie Press. Cuenta la historia de un operador de Circuito cerrado de televisión de seguridad que observa a través de sus monitores a un hombre del pasado. Lleva el nombre, y se encuentra en parte, en Red Road Flats en Balornock, Glasgow, Escocia, que eran los edificios residenciales más altos de Europa en el momento en que se construyeron. Fue filmado en gran parte en un estilo Dogme 95, utilizando cámaras de mano y luz natural. The Observer encuestó a varios cineastas y críticos de cine que lo votaron como una de las mejores películas británicas en los últimos 25 años.
Red Road es la primera película en Advance Party, una trilogía proyectada que sigue un conjunto de reglas que dictan cómo se escribirán y dirigirán las películas. Todos serán filmados y ambientados en Escocia, con los mismos personajes y elenco. Cada película será realizada por un director diferente por primera vez.

## Argumento
Jackie Morrison trabaja en Glasgow como operadora de CCTV, monitoreando Red Road Flats. Ella vive sola y tiene relaciones sexuales ocasionales con un hombre casado llamado Avery.
Jackie reconoce a un hombre que ve en el monitor de las cámaras y comienza a indagar sobre él. Se revela que es Clyde Henderson, un prisionero que ha sido liberado temprano por buen comportamiento, pero que volverá a prisión inmediatamente si se sale de la línea. Ella comienza a acosar a Clyde, rastreándolo en los monitores de CCTV y recopilando información sobre él. Lo sigue a un café, y luego se entera de que está organizando una fiesta en el piso que comparte con su excompañero de celda, Stevie. Ella consigue entrar a la fiesta y comienza a intercambiar miradas con un Clyde borracho. Bailan, pero ella se excusa y sale corriendo del departamento.
Después de ver a Clyde en las cámaras dirigiéndose a un bar local, ella va allí y lo ve en una pelea con otro hombre. Stevie y su novia regresan al departamento de Clyde, mientras Clyde inicia una conversación con Jackie antes de invitarla a regresar al departamento también. Clyde revela que tiene una hija, con quien lamenta haber perdido contacto. Clyde y Jackie tienen relaciones sexuales, pero ella huye del dormitorio y finge haber sido violada, golpeándose la cara con una piedra y huyendo del bloque de apartamentos a la vista de las cámaras de CCTV. La policía identifica a Clyde como el violador y Jackie observa el arresto en las grabaciones, pero unos momentos después ve a la hija de Clyde acercarse al bloque de apartamentos. Más tarde, Stevie ingresa a la casa de Jackie y exige saber por qué acusó falsamente a Clyde. Jackie revela que Clyde mató a su esposo e hija.
Jackie cede y le dice a la policía que desea retirar la acusación de violación. Después de la liberación de Clyde, Jackie discute con él. Clyde describe el accidente de tráfico que mató al esposo y la hija de Jackie, y ella revela que sus últimas palabras a su hija fueron duras. Ella le dice a Clyde que su hija trató de comunicarse con él el día de su arresto, y se van por caminos separados.

## Reparto
| Actor           | Personaje       |
| --------------- | --------------- |
| Kate Dickie     | Jackie Morrison |
| Tony Curran     | Clyde Henderson |
| Martin Compston | Stevie          |
| Natalie Press   | April           |
| Paul Higgins    | Avery           |

## Reception

### Acogida de la crítica
En el sitio web de agregación de reseñas Rotten Tomatoes, la película tiene una puntuación del 88% basada en 88 reseñas, para una calificación promedio de 7.3 / 10, el consenso crítico indica: "El director de "Red Road", Andrea Arnold, analiza hábilmente suficientes detalles de la trama a la vez para mantener a la audiencia absorta en este thriller seductor". En Metacritic, la película tiene una calificación de 73 sobre 100 basada en 18 críticas, indicando "reseñas generalmente favorables".

### Premios
- Festival Internacional de Cine de Cannes de 2006 Premio del Jurado[8]
- BAFTA Escocia 2006 – Mejor guion
- BAFTA Escocia 2006 – Mejor actriz en un film escocés (Kate Dickie)
- BAFTA Escocia 2006 – Mejor actor en un film escocés (Tony Curran)
- BAFTA Escocia 2006 – Mejor Director
- BAFTA Escocia 2006 – Mejor película
- festival Internacional de Londres de 2006, Sutherland Trophy premiado al "director más original e imaginativo"